# Андернос-ле-Бен
Андернос-ле-Бен (фр. Andernos-les-Bains)— муниципалитет в Франции, в регионе Новая Аквитания, департамент Жиронда. Население — 11043 человек (2009).
Муниципалитет расположен в 530 км юго-западнее Парижа, 45 км к западу от Бордо.

## Экономика
В 2007 году среди 5819 человек в трудоспособном возрасте (15-64 лет) 3910 были работоспособны, 1909 — неработоспособные (показатель активности 67,2 %, в 1999 году было 64,5 %). Из 3910 работоспособного населения работали 3492 человека (1787 мужчин и 1705 женщин), безработных было 418 (189 мужчин и 229 женщин). Среди 1909 неактивных 439 человек были учениками или студентами, 899 — пенсионерами.
В 2008 году в муниципалитете числилось 5537 налогооблагаемых домохозяйств в которых проживали 11862,5[что?] лица, медиана доходов выносила 21237 евро на одного жителя.